# Le campane suonano all'alba
Le campane suonano all'alba (I Love a Mistery) è un film del 1945 diretto da Henry Levin. Il film è il primo di una serie di tre, gli altri sono The Devil's Mask e The Unknown, ispirati alla popolare serie radiofonica I Love a Mystery.

## Trama
Partendo da un incidente automobilistico con decapitazione, la vicenda si riavvolge mostrando come due giovani rimangono coinvolti nella vicenda in cui un uomo rivela loro che di lì a tre giorni sarebbe morto proprio in quel modo.